# Votes for Women
Votes for Women er en amerikansk stumfilm fra 1912 af Hal Reid.

## Medvirkende
- Edgena De Lespine som Jane Wadsworth
- Gertrude Robinson
- Sue Balfour
- Pearl Egan
- Gladys Egan